# João Carlos (Fußballspieler, 1972)
João Carlos, mit vollem Namen João Carlos dos Santos (* 10. September 1972 in Sete Lagoas), ist ein ehemaliger brasilianischer Fußballspieler und -trainer. Er gewann in seiner Karriere verschiedene nationale sowie internationale Meisterschaften.
Hauptsächlich war er für Vereine aus Brasilien aktiv, nur 2002 ging er für eine Saison nach Japan. Beim Weltpokalfinale 1997 verlor er mit dem Cruzeiro EC aus Belo Horizonte gegen Borussia Dortmund. Im Nachfolgewettbewerb, der FIFA-Klub-Weltmeisterschaft, konnte er aber im Jahr 2000 mit dem SC Corinthians gewinnen. Mit der Nationalmannschaft war er 1999 bei der Copa América erfolgreich.
Seit 2008 ist João Carlos als Trainer aktiv. Zuletzt wirkte er 2016 in der Série D beim Villa Nova AC.

## Erfolge
Nationalmannschaft
- Copa América: 1999

Cruzeiro
- Staatsmeisterschaft von Minas Gerais: 1994, 1996, 1997, 1998
- Copa do Brasil: 1996
- Copa Ouro: 1995
- Recopa Sudamericana: 1998
- Copa Libertadores: 1997
- Copa Centro-Oeste: 1999

Corinthians
- Staatsmeisterschaft von São Paulo: 2001
- Brasilianischer Meister: 1999
- FIFA-Klub-Weltmeisterschaft: 2000

Paysandu
- Staatsmeisterschaft von Paraná: 2005